# Jim Henson
Pour les articles homonymes, voir Henson.
James Henson, dit Jim Henson, (né le 24 septembre 1936 à Greenville (Mississippi) et mort le 16 mai 1990 à New York) est un marionnettiste, réalisateur, producteur, scénariste et acteur américain, mondialement connu pour être le créateur du Muppet Show. Il est également connu pour la série Fraggle Rock (1983-1987) et en tant que réalisateur de Dark Crystal (1982) et Labyrinthe (1986).
Henson commence à développer des marionnettes à l'école secondaire. Il crée l'émission télévisée comique au format court Sam and Friends (en) (1955-1961) sur WRC-TV (en), alors qu'il est étudiant en première année à l'université du Maryland, en collaboration avec sa camarade de classe Jane Nebel. Ils co-fondent ensemble Muppets, Inc., aujourd'hui appelée The Jim Henson Company, en 1958, et se marient moins d'un an plus tard, en 1959. Henson est diplômé de l'université du Maryland avec un diplôme en économie domestique.
En 1969, Henson rejoint le programme télévisé éducatif pour enfants Sesame Street (diffusé depuis 1969) où il aide à développer les personnages de Muppets pour la série. Lui et son équipe créative apparaissent également dans la première saison de l'émission Saturday Night Live (diffusée depuis 1975). Il produit la série télévisée Le Muppet Show (1976-1981) au cours de cette période. Il révolutionne la façon dont les marionnettes sont manipulées et présentées dans les médias vidéo, et devient célèbre pour ses personnages, en particulier Kermit la grenouille, Rowlf le chien (en), et les personnages de Sesame Street. Au cours des dernières années de sa vie, il fonde la Jim Henson Foundation (en) et la Jim Henson's Creature Shop. Il remporte deux fois l'Emmy Award pour son implication dans Monstres et Merveilles (1987-1988) et The Jim Henson Hour (en) (1989).
Henson meurt à New York à 53 ans d'une pneumonie bactérienne. Au moment de sa mort, il est en négociations pour vendre son entreprise à la Walt Disney Company, et les discussions échouent après sa mort. Il reçoit à titre posthume une étoile sur le Hollywood Walk of Fame en 1991, et est nommé Disney Legend en 2011.

## Biographie

### Débuts
Né en 1936 à Greenville dans le Mississippi, James Maury Henson est le plus jeune des deux enfants de Paul Ransom Henson (1904–1994), un agronome du Département de l'Agriculture des États-Unis et Betty Marcella Brown (1904–1972). Il passe son enfance à Leland, Mississippi avant de déménager avec sa famille à la fin des années 1940 à University Park (Maryland), près de Washington, D.C.. Jim Henson se souvient de l'achat du premier téléviseur familial comme le « plus grand événement de son adolescence. » Il sera très influencé par le ventriloque Edgar Bergen et les premières marionnettes de télévision  Kukla, Fran and Ollie (crée en 1947) par Burr Tillstrom et Charlemagne de Bil Baird.
Jim Henson commence à travailler en 1954 pour la station WTOP-TV (devenue WUSA-TV) durant ses études à la Northwestern High School et y crée une émission du samedi matin pour enfants intitulée The Junior Morning Show,. Il s'inscrit à l'Université du Maryland et devient major de promotion dans la section « Studio d'art », espérant devenir un artiste de publicité. Une classe de marionnettes du département d'arts appliqués lui offre la possibilité de suivre des cours sur le textile et la confection à l'école d'économie domestique. Il obtiendra un baccalauréat ès sciences avec spécialisation en économie domestique en 1960. En 1955, alors étudiant de première année, il conçoit l'émission Sam and Friends (en) pour la chaîne, un spectacle de marionnettes de 5 minutes en noir et blanc dont les personnages seront les précurseurs des Muppets avec principalement un prototype de  Kermit la grenouille,. Jim en profite pour expérimenter des techniques qui allaient modifier la façon dont les marionnettes seraient employées à la télévision, en utilisant notamment le cadre défini par la caméra pour permettre au marionnettiste de travailler hors-champ[réf. nécessaire]. Jim Henson et son émission restent sur la chaîne WRC de 1954 à 1961.

### Les années 1960
Le succès de Sam and Friends est dû à une série d'apparitions des personnages en tant qu'invités dans des talk shows et émissions de variétés (encore aujourd'hui, les Muppets sont invités régulièrement dans des émissions comme The Tonight Show et Hollywood Squares. Parmi les apparitions particulièrement mémorables,  celles de Kermit et de Miss Piggy à l'émission 60 Minutes et du Cookie Monster à Martha Stewart Living. Henson lui-même a été l'invité de plusieurs émissions, notamment du Ed Sullivan Show). L'accroissement de la notoriété des personnages de Henson les a menés à faire également de la publicité, principalement pour Wilkins Coffee, au cours des années 1960.
Le fait de mettre en scène des poupées a permis à Henson d'aller plus loin qu'il n'aurait été possible avec des acteurs humains, en particulier dans la violence à leur encontre. Un bon exemple est un spot publicitaire réalisé au début des années 1960. L'un des personnages est placé devant un canon vu de profil, un autre est placé derrière le canon du côté de la mèche. Le second personnage demande au premier « Comment trouves-tu le goût des cafés ...? ». L'autre lui répond en grognant : « Jamais entendu parler ! » Son vis-à-vis allume la mèche et tire sur son malheureux compagnon qui disparaît du champ... Puis le « meurtrier » tourne le canon vers la caméra et demande au spectateur : « Et vous ? Comment trouvez-vous le café ...? »
En 1963, Henson et sa femme Jane, également marionnettiste, déménagent à New York, où ils fondent 'Muppets, Inc. Henson conçoit Rowlf the Dog (en), un chien-pianiste anthropomorphique. C'est le premier Muppet à faire des apparitions régulières dans une émission de télévision,  The Jimmy Dean Show. C'est à cette époque que le vieil ami de Henson, Frank Oz, rejoint la nouvelle société.
De 1964 à 1968, Henson se lance dans la production de films et produit une série de films expérimentaux. Le court-métrage de 9 minutes Time Piece est nommé par l'Academy of Motion Picture Arts and Sciences à l'Oscar du meilleur court métrage en prises de vues réelles 1966. Le téléfilm de NBC The Cube produit en 1969 est une autre expérimentation de Jim Henson.
En 1968, Joan Ganz Cooney et l'équipe de Children's Television Workshop commencent à travailler sur Sesame Street (adaptée quelques années plus tard en France sous le titre 1, rue Sésame), un programme visionnaire destiné à la jeunesse pour une télévision publique. Une partie de l'émission est consacrée à des marionnettes colorées et joyeuses vivant dans la rue susnommée. On y retrouve Grover, Ernest et Bart (Ernie and Bert en anglais), Macaron (Cookie Monster), Toccata (Big Bird) et Mordicus (Oscar the Grouch (en)). Kermit participe aussi comme journaliste reporter de télévision ; une collerette est ajoutée autour de son cou pour en faire clairement une grenouille. Au début, les scènes mettant en scène les marionnettes sont séparées des scènes réelles, mais après un test public réalisé à Philadelphie, l'émission est remaniée et les marionnettes sont intégrées aux personnages réels, donnant une plus grande importance au travail de Henson.

### Les années 1970
Jim Henson, qui a constitué une équipe de manipulateurs chevronnés à la tête desquels on trouve Frank Oz, Jerry Nelson, Richard Hunt, Dave Goelz et Steve Whitmire, développe également des programmes pour un public plus mature avec une série de sketches dans le Saturday Night Live, dont l'action se situe principalement dans le monde de Gorch. Onze sketches sont diffusés entre octobre 1975 et janvier 1976, et quatre autres en mars, avril, mai et septembre. Mais les auteurs du Saturday Night Live peinent à élaborer des scénarios intéressants pour les personnages.
Après deux projets inaboutis (un spectacle à Broadway et une série télévisée), Henson trouve un appui en la personne du producteur britannique Lew Grade. Il s'installe à Londres avec toute son équipe pour créer l'émission qui lui assurera la célébrité : Le Muppet Show. Conçue comme un spectacle de vaudeville présentée par Kermit, elle met en scène une galerie de personnages mémorables dont Miss Piggy, le grand Gonzo (Gonzo the Great) et l'ours Fozzie (Fozzie Bear). L'émission, produite par ITC Entertainment, dont le premier épisode est diffusé le 25 septembre 1976 sur ITV, fait sensation au Royaume-Uni avant d'être reprise dans le monde entier.

### Le cinéma
Le Muppet Show s'arrête en 1981 après cinq saisons, mais ses personnages continuent d'apparaître au cinéma dans une série de longs-métrages étrennée en 1979 par Les Muppets, le film (The Muppet Movie). Une chanson de ce film musical, The Rainbow Connection, interprétée par Kermit, est nommée à l'Oscar de la meilleure chanson originale 1980. Les personnages du Muppet Show font aussi des apparitions dans plusieurs téléfilms ainsi que dans des émissions spéciales (voir Le Muppet Show#Suites).
Henson réalise également deux autres longs-métrages dans un style visuel complètement différent de celui du Muppet Show : un film de fantasy devenu culte, Dark Crystal, coréalisé avec Frank Oz et sorti en 1982 et  Labyrinthe, sorti en 1986 et coproduit par George Lucas. Le design des marionnettes y est fondé sur le travail du dessinateur Brian Froud. La même année, Jim et sa femme Jane divorcent.
Henson continue néanmoins à créer des programmes télévisés pour enfants — tels que Fraggle Rock (1983-1987) et le dessin animé Les Muppet Babies (1984-1991) — ainsi que de nouvelles émissions de première partie de soirée telles que Monstres et Merveilles (The Storyteller), une série orientée sur le folklore diffusée en 1987, ou Dinosaures (1991-1994), coproduit par Walt Disney Television et Les Crocs malins (1992-1994), coproduit par Nelvana.
En 1979, Henson fonde le Jim Henson's Creature Shop, atelier de fabrication de marionnettes et de créatures animatroniques pour le cinéma et la télévision, comme la série de science-fiction Farscape ou les films La Petite Boutique des horreurs, Docteur Doolittle et Babe, le cochon devenu berger pour lequel il a gagné l'Oscar des meilleurs effets visuels.
Il crée aussi la Jim Henson Foundation afin de promouvoir et développer l'art du marionnettisme aux États-Unis.

### Mort
Jim Henson meurt d'une pneumonie bactérienne à l'âge de 53 ans le 16 mai 1990. La chaîne PBS a diffusé une cérémonie funèbre à son intention au cours de laquelle plusieurs millions de téléspectateurs, ainsi que des dizaines de célébrités, ont pu saluer sa vie et son œuvre.

### Héritage
Ses sociétés ont continué de fonctionner après sa mort. Son ex-femme Jane Henson, elle aussi marionnettiste, a créé, en 1993, une association Jim Henson Legacy pour préserver les travaux de son ex-mari. Son fils Brian et sa fille Lisa codirigent actuellement la Jim Henson Company ; son autre fille Cheryl est devenue la présidente de la Fondation. Steve Whitmire, un vétéran de l'équipe du  Muppet Show, a pour sa part repris les deux personnages principaux manipulés par Jim Henson lui-même : Kermit la grenouille et Ernest.
Le 17 février 2004, les droits des Muppets (à l'exception des personnages de Rue Sésame, propriété de Sesame Workshop) et ceux de Tibère et la Maison bleue sont rachetés par la Walt Disney Company.
La Jim Henson Company possède encore les droits sur le Creature Shop, ainsi que sur le reste de ses films et séries télés parmi lesquelles Fraggle Rock, Farscape, Dark Crystal, et Labyrinthe.

## Filmographie

### Cinéma

#### Réalisateur
- 1965 : Time Piece (court métrage)
- 1982 : La Grande Aventure des Muppets
- 1982 : Dark Crystal (The Dark Crystal) co-réalisateur avec Frank Oz
- 1986 : Labyrinthe
- 1991 : Muppet*Vision 3D

#### Acteur
- 1965 : Time Piece (court métrage)
- 1979 : Les Muppets, le film de James Frawley : Kermit / Rowlf / Dr. Teeth (Dr Dent) / Waldorf / Swedish Chef (Chef suédois) / Link Hogthrob
- 1982 : La Grande Aventure des Muppets : Kermit la grenouille / Rowlf le chien / Waldorf / Dr Teeth
- 1982 : Dark Crystal (The Dark Crystal) : Jen / skekZok
- 1984 : Les Muppets à Manhattan de Frank Oz : Kermit la grenouille, Rowlf le chien, Dr Teeth and the Electric Mayhem, Chef suédois, Ernie, The Muppet Newsman et Waldorf
- 1985 : Série noire pour une nuit blanche de John Landis : voix au téléphone (caméo)
- 1985 : Sesame Street Presents: Follow That Bird : Kermit / Ernie
- 1991 : Muppet*Vision 3D : Kermit the Frog / Swedish Chef / Waldorf

### Télévision

#### Réalisateur
- 1955-1961 : Sam and Friends sur WRC-TV
- 1969 : The Cube sur NBC
- 1969 : Hey, Cinderella! sur CBC Television
- 1969-1990 : Sesame Street sur National Educational Television puis PBS
- 1971 : The Frog Prince
- 1972 : The Muppet Musicians of Bremen
- 1974 : The Muppets Valentine Show sur ABC
- 1975 : The Muppet Show: Sex and Violence sur ABC
- 1977 : Emmet Otter's Jug-Band Christmas sur CBC
- 1983-1987 : Fraggle Rock sur CBC, HBO, ITV, FR3
- 1986 : The Tale of the Bunny Picnic sur HBO
- 1987-1988 : Monstres et Merveilles sur HBO
- 1989 : The Jim Henson Hour sur NBC
- 1990 : The Earth Day Special (coréalisation) sur ABC

#### Acteur
- 1954 : The Junior Morning Show sur WUSA-TV : Pierre the French Rat
- 1954 : Saturday : marionnettes
- 1955-1956 : Afternoon with Inga
- 1955 : In Our Town : Sam / Kermit / Yorick
- 1955-1961 : Sam and Friends : Sam / Harry the Hipster / Kermit / Professor Madcliffe / Omar / Yorick / Pierre the French Rat
- 1956 : Footlight Theater : Sam
- 1962 : Tales of the Tinkerdee : Kermit the Frog
- 1963-1966 : The Jimmy Dean Show : Kermit the Frog
- 1969 : The Wizard of Id (épisode pilote) : marionnettes
- 1969 : Hey, Cinderella! : Kermit the Frog
- 1969-1990 : Sesame Street : Ernie / Kermit the Frog / Guy Smiley /Bip Bippadotta / Harvey Monster
- 1970 : The Muppets on Puppets : lui-même / Rowlf / Kermit
- 1971 : The Frog Prince : Kermit the Frog
- 1972 : The Muppet Musicians of Bremen : Kermit the Frog
- 1974 : The Muppets Valentine Show : Wally / Kermit the Frog / Rowlf the Dog /Ernie
- 1975 : The Muppet Show: Sex and Violence : Nigel / George Washington / The Swedish Chef / Dr. Teeth / Waldorf / Kermit the Frog
- 1976-1981 : Le Muppet Show : Kermit the Frog / Rowlf the Dog / Dr. Teeth / Waldorf / The Swedish Chef / Link Hogthrob / The Newsman
- 1977 : Emmet Otter's Jug-Band Christmas : Kermit the Frog / Harvey Beaver / Howard Snake / Mayor Harrison Fox
- 1978 : Christmas Eve on Sesame Street : Kermit
- 1983-1987 : Fraggle Rock : Cantus the Minstrel / Convincing John
- 1983 : Big Bird in China et Don't Eat the Pictures : Ernie
- 1985 : Little Muppet Monsters : Kermit / Dr. Teeth
- 1986 : The Muppets: A Celebration of 30 Years : Kermit the Frog / Rowlf the Dog / Dr. Teeth / Waldorf / The Swedish Chef / Link Hogthrob / Ernie / Harry the Hipster / The Newsman
- 1986 : The Tale of the Bunny Picnic : le Chien
- 1986 : The Christmas Toy : Jack-in-the-Box / Kermit the Frog
- 1987 : A Muppet Family Christmas : Kermit the Frog / Rowlf the Dog / Dr. Teeth / Waldorf / Swedish Chef / The Newsman / Ernie / Guy Smiley / Baby Kermit / Baby Rowlf
- 1989 : Sesame Street... 20 Years & Still Counting : Ernie / Kermit the Frog
- 1989 : The Jim Henson Hour : lui-même / Kermit / Rowlf
- 1990 : The Earth Day Special (coréalisation) sur ABC : Kermit the Frog
- 1990 : The Muppets at Walt Disney World : Kermit the Frog / Rowlf the Dog / Dr. Teeth / Waldorf / Link Hogthrob / The Swedish Chef

## Distinctions

### Récompenses
- BAFTA Awards 1978 : émission pour enfants la plus originale pour Le Muppet Show
- Grammy Award 1979 : prix du meilleur album de musique pour enfants pour Le Muppet Show
- Daytime Emmy Awards 1979 : prix de l'artiste exceptionnel en émissions pour les enfants
- International Emmy Founders Award 1980
- Festival international du film fantastique d'Avoriaz 1983 : Grand Prix pour Dark Crystal (partagé avec Frank Oz)
- Grammy Award 1986 : prix du meilleur album de musique pour enfants pour Sesame Street Presents: Follow That Bird
- Grammy Award 1987 : prix du meilleur album de musique pour enfants pour The Alphabet (The Sesame Street Muppets)
- Television Hall of Fame 1987
- Primetime Emmy Award de la meilleure réalisation pour une émission de divertissement 1989
- Prix Inkpot 1990
- Television Critics Association Awards 1990 : prix de la réussite exceptionnelle en émissions pour la jeunesse
- Television Critics Association Awards 1990 : prix pour l'ensemble de sa carrière
- BAFTA Awards 1992 : meilleure émission de fiction pour enfants pour Les Légendes grecques
- Disney Legends 2011
- Visual Effects Society Awards 2017 : Hall of Fame

### Nominations
- 38e cérémonie des Oscars : Time Piece nommé au Meilleur court métrage (prises de vues réelles)
- Grammy Award 1978 : Le Muppet Show nommé pour le meilleur album de musique pour enfants

### Hommages
- Le film Les Tortues Ninja 2 lui est dédié[9], les effets spéciaux ayant été réalisés par The Jim Henson's Creature Shop.
- Le 24 septembre 2003, l'université du Maryland, où il avait suivi ses études, lui rend hommage en lui consacrant une cérémonie au cours de laquelle fut révélée une statue grandeur nature le représentant en pleine conversation avec une de ses créations préférées : Kermit la grenouille. Cette statue peut être vue devant le syndicat étudiant Adele Stamp Student Union dans le campus de College Park[10].
- Tom Smith lui rend hommage dans la chanson A Boy and His Frog, qui gagna le Pegasus Award de la meilleure chanson « filk » en 1991.
- Le 24 septembre 2011, Google lui dédie un Doodle [11] en l'honneur de son 75e anniversaire.
- Lors du D23 des 19 au 21 août 2011, Jim Henson a été récompensé par une Disney Legends[12].
- En 2024 sort le documentaire Jim Henson : l'homme aux mille idées, réalisé par Ron Howard[13].